# Achyropsis conferta
Achyropsis conferta är en amarantväxtart som först beskrevs av Schinz, och fick sitt nu gällande namn av Schinz. Achyropsis conferta ingår i släktet Achyropsis och familjen amarantväxter. Inga underarter finns listade i Catalogue of Life.